# Académie ukrainienne des arts
Vous pouvez aider à l'améliorer ou bien discuter des problèmes sur sa page de discussion.
- Il ne cite pas suffisamment ses sources. Vous pouvez indiquer les passages à sourcer avec {{référence nécessaire}} ou {{Référence souhaitée}}, et inclure les références utiles en les liant aux notes de bas de page. (Marqué depuis juillet 2015)
- Son texte doit être wikifié : il ne correspond pas à la mise en forme Wikipédia (style, typographie, liens internes, liens entre les wikis, etc.). (Marqué depuis août 2023)
- Sa typographie ne respecte pas les conventions de Wikipédia. Vous pouvez solliciter de l’aide de l’Atelier typographique. (Marqué depuis août 2023)
- Il est à actualiser. Certains passages sont obsolètes ou annoncent des événements désormais passés. (Marqué depuis août 2023)

- Archive Wikiwix
- Bing
- Cairn
- DuckDuckGo
- E. Universalis
- Gallica
- Google
- G. Books
- G. News
- G. Scholar
- Persée
- Qwant
- (zh) Baidu
- (ru) Yandex
- (wd) trouver des œuvres sur Wikidata

L'Académie ukrainienne des arts (en ukrainien : Академія мистецтв України, АМУ) est une institution scientifique et artistique d’État dans les domaines de l'art, de la culture et de l'histoire en Ukraine.

## Histoire
Les travaux des Académies de Kiev-Mohyla et d’Ostrogh ont eu une influence décisive sur le développement de l’Art ukrainien aux XVIe et XVIIe siècles, en permettant aux étudiants de réaliser, à la veille des vacances ou au cours de festivals, des performances théâtrales, drames, concerts de musique et autres événements culturels d’envergure en leur sein. De fait, la naissance de ces académies en Ukraine est historiquement reliée à l’élévation du niveau culturel de la société ukrainienne et aux évolutions fondamentales de la qualité de l’enseignement artistique. La possibilité offerte aux jeunes talents créatifs de mener à bien leurs recherches dans toute leur complexité et d’une manière scientifique est au fondement même de l’Académisme ukrainien.
Le 18 décembre 1917, l’« Académie des Arts ukrainienne » (aujourd’hui « Académie Nationale des Beaux-arts et d’Architecture ») est fondée. La fondation de cette académie, au rang des plus prestigieux établissements d’enseignement artistique d’Europe, et son évolution dans l’histoire culturelle de l’Ukraine, fut un événement remarquable dans l’existence de l’art ukrainien, tant dans la continuation des arts traditionnels que dans la concrétisation des besoins et aspirations artistiques de la nation. En 1922, l’Académie fut réorganisée et rebaptisée « Institution des Arts Plastiques » et, en 1924, elle fut renommée « Institut des Beaux-arts de Kiev ». 
Le potentiel créatif des maîtres de la culture ukrainienne nécessitait un nouveau développement. C’est pourquoi l’idée d’une académie artistique et scientifique émergea dans les années 1920. De 1927 à 1928, sous l’impulsion du gouvernement, le présidium de l’Académie des Sciences d’Ukraine forma un comité spécial, présidé par l’académicien ukrainien O.P. Novytskyi. Le Comité élabora alors les documents nécessaires afin de permettre l’établissement de l’Académie. Puis, à la suite de la répression menée par l’intelligentsia artistique, et à laquelle certains critiques d’arts comme Theodor Richard Ernst, Mikola Biliachivski, D.M. Chtcherbakivskyi, M.O. Makarenko et d’autres ont été soumis, la fondation de l’Académie fut reportée. En 1941, à la requête de l’élite artistique, les autorités ukrainiennes ont repris la planification de la fondation de l’Académie, mais cette fois, la Seconde Guerre mondiale y fit obstacle.
Juste après la guerre, un ensemble d’institutions pour la recherche scientifique appliquée à l’Art et à l’Architecture fut ouvert en Ukraine, dont l’Académie d’Architecture (réorganisée en 1956 par l’URSS en Académie d’Architecture et de Construction, puis dissoute en 1964). En faisaient partie L’Institut de Théorie et d’Histoire de l’Architecture, l’Institut de Peinture Monumentale et de Sculpture, et l’Institut d’Industrie Artistique. Dans ces établissements furent créés des départements de recherche scientifique de la théorie et de l’histoire de l’Art, d’enseignement supérieur ainsi que des ateliers de critiques d’art, d’artistes et d’architectes. C’est là que les maîtres en Art et Architecture Platon Biletskyi, Grigori Logvyn, Volodymyr Zabolotny, P.M. Zholtovskyy et Oleksiy Chovkounenko élaborèrent leurs théories et les mirent en pratique.
De nombreuses œuvres fondamentales de l’Histoire de l’Art et de l’Architecture ont été publiées à cette période, au nombre desquelles « l’Histoire de l’Art ukrainien » en six volumes. En 1960, beaucoup d’instituts de recherches scientifiques, dont l’Académie d’Architecture et de Construction furent liquidées tandis que d’autres ont été réparties dans différents départements. La réorganisation hasardeuse et l’éradication de l’École d’Art ukrainienne pendant les années de répression ont eu pour conséquence la destruction d’un riche héritage de traditions et d’idées. Des années 1970 aux années 1980, la communauté artistique a plusieurs fois posé la question de la fondation de l’Académie et des institutions en lien avec elle. Enfin, l’idée d’organiser l’Institution de Recherche Scientifique d’État a été approuvée par le gouvernement ukrainien et mise en œuvre le 14 décembre 1996.

## Direction
- Président et Académicien, artiste national Ukrainien, recteur de l’Académie des Beaux-arts et d’Architecture, lauréat du Prix National d’Ukraine T. Chevtchenko, le Professeur A.V. Chebykin.
- Vice-président, l’honorable Maître en Arts Ukrainiens, lauréat en Sciences Philosophiques, Directeur de l’Institut Académique Culturel d’Arts d’Ukraine, le Professeur J.P. Bogutsky.
- Vice-président et Académicien, Artiste National Ukrainien, lauréat de Critique d’Art, Directeur de l’Institut d’Art Moderne de l’Académie des Arts d’Ukraine, le Professeur V.D. Sydorenko.
- Vice-président et Académicien, l’honorable Maître d’Education d’Ukraine, Docteur en Sciences Techniques, spécialité « Esthétique », le Professeur N.I. Jakovlev.
- Secrétaire scientifique principal, membre correspondant, le Professeur O.V. Skripnik.

## Membres
L’Académie comprend des Membres Académiciens, des Membres Correspondants, des Membres Honoraires Etrangers, dans le domaine des Beaux-arts, des Arts Décoratifs, de l’Architecture, du Design, de la Musique, du Cinéma, de la Chorégraphie, de la Critique d’Art, des Musées etc. Les Membres et les Membres Correspondants sont élus au cours des assemblées générales et par départements.
De nombreux membres de l’Académie des Arts d’Ukraine ont été honorés par des récompenses officielles. Il y a sept «Héros de l’Ukraine », trente-trois lauréats du Prix National T. Chevtchenko et quatre lauréats du Prix de Sciences et Techniques d’Ukraine parmi les Membres de l’Académie. Vingt-cinq Membres ont le titre de Docteur et soixante-trois le titre de Professeur. Parmi les Membres Etrangers de l’Académie des Arts d’Ukraine, se trouvent le réalisateur Jerzy Hoffman (Pologne), le critique d’Art V.D. Revutskyy (Canada) et le peintre et photographe A.P. Solomoukha (France).
Au nombre des Membres Honoraires se trouvent le critique d’Art et pédagogue L.P. Zapasko, l’architecte A.H. Ihnaschenko, le compositeur A.S. Karamanov, le Chef de Chœur P.I.M. Muravskyy, le Constructeur et travailleur social O.O. Omelchenko, le scientifique V.P. Semynozhenko, le chercheur et pédagogue I.M. Sedak (Ukraine), le producteur de films A.L. Zharovskyy (Allemagne), le sculpteur Franck Maysler (Israël) et de nombreux autres Membres de talent.

## Sections
L'Académie regroupe cinq sections : 
- Département de musique,
- Département de théâtre,
- Département de cinéma,
- Département de synthèse des arts plastiques, incluant la section esthétique et culture,
- Département de théorie et d’histoire de l’art (critique d’art).

L’Institut de Recherches d’Art Moderne d’Ukraine a été créé au sein de l’Académie en décembre 2001. C’est là que sont menées et développées des recherches en Histoire et Théorie des Arts Nationaux et Mondiaux, en problèmes culturels dans un contexte de culture mondiale, en développements de directions expérimentales, en étude des nouvelles représentations de l’Art moderne en peinture, sculpture, graphisme, installations, en nouvelles méthodes et techniques dans l’Art du Design et en Architecture expérimentale.

## Fonctions
- Soutenir la réalisation de la politique d’Etat pour les Arts,
- Aider à l’étude des Arts,
- Couvrir les problèmes liés à l’histoire et à la théorie des Arts dans les médias et les publications professionnelles,
- Fournir des aides aux jeunes talents et à leur croissance professionnelle,
- Définir les orientations principales des recherches menées par des scientifiques et des artistes ukrainiens d’exception,
- Réaliser des programmes nationaux et internationaux de développement culturel et artistique,
- Collaborer avec les autorités compétentes sur la question de la protection des droits d’auteur,
- Améliorer les partenariats culturels et scientifiques entre Ukrainiens et étrangers, maîtres d’Arts et membre de la diaspora artistique Ukrainienne,
- Encourager le développement de la créativité et la réalisation d’œuvres de valeur, incluant l’écriture critique.

L’Académie des Arts d’Ukraine s’implique toujours plus dans l’expansion de l’Art d’aujourd’hui qui renouvelle la vie spirituelle de notre société et contribue à sa moralisation et à ses valeurs esthétiques.

## Liste des dirigeants
| Identité                      | Période          | Période | Durée |
| Identité                      | Début            | Fin     | Durée |
| ----------------------------- | ---------------- | ------- | ----- |
| Victor Sydorenko (né en 1953) | 1er juillet 2022 |         |       |